# PL/SQL
PL/SQL (Procedural Language/Structured Query Language) je procedurální nadstavba jazyka SQL firmy Oracle založená na programovacím jazyku Ada.
Tato nadstavba se rozšířila a její deriváty převzaly i jiné relační databáze. Sybase a Microsoft SQL Server mají Transact-SQL, PostgreSQL má PL/pgSQL a IBM DB2 má SQL PL. Existuje též projekt Fyracle, jehož cílem je umožnit spouštění PL/SQL v relační databázi Firebird.

## Úvod
PL/SQL přidává k jazyku SQL konstrukce procedurálního programování. Výsledkem je strukturální jazyk, mocnější než samotné SQL. Základním stavebním kamenem v PL/SQL je blok. Program v PL/SQL se skládá z bloků, které mohou být vnořeny jeden do druhého. Obyčejně každý blok spouští jednu logickou akci v programu. Blok má následující strukturu:
```
DECLARE

/* Deklarace obsahuje proměnné, typy a lokální subprogramy. */

BEGIN

/* Výkonná sekce: zde běží procedury a SQL kód. */

/* Toto je jediná sekce, která je v bloku povinná. */

EXCEPTION

/* Oblast zpracování výjimek: zde se zpracovávají chybové události. */

END
;

```

Pouze výkonná sekce je povinná, ostatní jsou doporučené. Jediné příkazy jazyka SQL, které jsou ve výkonné sekci povolené, jsou SELECT, INSERT, UPDATE, DELETE a několik dalších pro manipulaci s daty a pro kontrolu transakcí. Definiční příkazy jazyka SQL jako CREATE, DROP nebo ALTER nejsou povoleny. PL/SQL není citlivé na velikost písmen a mohou být použity komentáře ve stylu jazyka C.

## Prvky jazyka

### Proměnné a konstanty

#### Deklarace proměnných
Proměnné můžeme rozdělit do několika skupin, dle různých kritérií, nejčastějším dělením je podle datového typu na číselné (NUMBER, PLS_INTEGER, SIMPLE_INTEGER..), stringové (CHAR, VARCHAR2..), datumové (DATE, TIMESTAMP..), typové proměnné (RECORD) a proměnné typu LOB (large object). Na rozdíl například od jazyka Java zde dochází k implicitní datové konverzi mezi jednotlivými typy (pokud to hodnota dovoluje). Dále lze rozdělit datové typy na nativní (PLS_INTEGER, DOUBLE_FLOAT..), které jsou počítány v hardware a na ty, které jsou interpretované (NUMBER) a jsou počítány pomocí vnitřní logiky databáze.
Například definujeme proměnnou part_no jako čtyřmístné číslo a in_stock jako logickou proměnnou:
```
part_no
 
NUMBER
(
4
);

in_stock
 
BOOLEAN
;

```

#### Přiřazování hodnot proměnným
Hodnoty můžeme přiřazovat třemi způsoby, prvním způsob je pomocí operátoru (:=):
```
in_stock
 
:
=
 
FALSE
;

```

Druhý způsob je vybrání hodnoty z databáze a její přímé přiřazení do proměnné (v tomto případě je onou proměnnou bonus), např.:
```
SELECT
 
sal
 
*
 
0
.
10
 
INTO
 
bonus
 
FROM
 
emp
 
WHERE
 
empno
 
=
 
emp_id
;

```

Třetí způsob přiřazuje hodnotu proměnné pomocí podprogramu:
```
DECLARE

my_sal
 
REAL
(
7
,
2
);

PROCEDURE
 
adjust_salary
 
(
emp_id
 
INT
,
 
salary
 
IN
 
OUT
 
REAL
)
 
IS
 
..

BEGIN

SELECT
 
AVG
(
sal
)
 
INTO
 
my_sal
 
FROM
 
emp
;

adjust_salary
(
7788
,
 
my_sal
);

```

#### Deklarace konstant
Konstanty se deklarují stejně jako proměnné, ale navíc je použito klíčové slovo CONSTANT:
```
credit_limit
 
CONSTANT
 
REAL
 
:
=
 
5000
.
00
;

```

### Kurzory
Databázové systémy jako např. Oracle používají tzv. pracovní oblasti pro vykonávání SQL příkazů a pro ukládaní procesních informací. Pro přístup k těmto informacím se používá konstrukce nazývaná kurzor, která umožňuje pojmenovat jednotlivé pracovní oblasti a přistupovat k nim. Existují dva druhy kurzorů: implicitní a explicitní. PL/SQL implicitně deklaruje kurzor pro všechny SQL příkazy, které manipulují s daty (i pro ty, které vrací jen jeden řádek). Explicitně můžeme např. deklarovat kurzor na jednotlivý řádek SQL příkazu, který vrací řádků více:
```
DECLARE

CURSOR
 
c1
 
IS

SELECT
 
empno
,
 
ename
,
 
job
 
FROM
 
emp
 
WHERE
 
deptno
 
=
 
20
;

```

#### Kurzorové proměnné
Stejně jako kurzory ukazují kurzorové proměnné na řádek víceřádkového výsledku dotazu, ale oproti kurzorům nejsou vázány na jeden konkrétní typ dotazu, ale je možno je přiřadit k jakémukoliv dotazu, který se liší pouze v typu. Kurzorová proměnná se chová jako klasická proměnná jazyka PL/SQL. Následující příklad otevře kurzorovou proměnnou generic_cv pro zvolený databázový dotaz
```
PROCEDURE
 
open_cv
 
(
generic_cv
 
IN
 
OUT
 
GenericCurTyp
,
choice
 
NUMBER
)
 
IS

BEGIN

IF
 
choice
 
=
 
1
 
THEN

  
OPEN
 
generic_cv
 
FOR
 
SELECT
 
*
 
FROM
 
emp
;

ELSIF
 
choice
 
=
 
2
 
THEN

  
OPEN
 
generic_cv
 
FOR
 
SELECT
 
*
 
FROM
 
dept
;

ELSIF
 
choice
 
=
 
3
 
THEN

  
OPEN
 
generic_cv
 
FOR
 
SELECT
 
*
 
FROM
 
salgrade
;

END
 
IF
;

...

END
;

```

### Atributy
Proměnné a kurzory jazyka PL/SQL mají atributy, které určují typ struktury na kterou ukazují bez opakování její definice. Indikátorem atributu je značka procenta (%).
Atribut %TYPE reprezentuje typ proměnné nebo sloupec v databázi. Kód
```
my_title
 
books
.
title
%
TYPE
;

```

zajišťuje, že proměnná my_title bude vždy stejného typu jako sloupec title v tabulce books. Pokud se změní typ sloupce v tabulce změní se za běhu i typ proměnné my_title.
Atribut %ROWTYPE reprezentuje typ proměnné nebo řádek v databázi. Například:
```
DECLARE

dept_rec
 
dept
%
ROWTYPE
;

```

### Řízení toku programu

#### Podmíněné řízení toku
Občas je nezbytné vybírat mezi více akcemi podle okamžitých okolností, pro tyto účely slouží konstrukce IF-THEN-ELSE:
```
DECLARE

acct_balance
 
NUMBER
(
11
,
2
);

acct
 
CONSTANT
 
NUMBER
(
4
)
 
:
=
 
3
;

debit_amt
 
CONSTANT
 
NUMBER
(
5
,
2
)
 
:
=
 
500
.
00
;

BEGIN

SELECT
 
bal
 
INTO
 
acct_balance
 
FROM
 
accounts

  
WHERE
 
account_id
 
=
 
acct

  
FOR
 
UPDATE
 
OF
 
bal
;

IF
 
acct_balance
 
>=
 
debit_amt
 
THEN

  
UPDATE
 
accounts
 
SET
 
bal
 
=
 
bal
 
-
 
debit_amt

    
WHERE
 
account_id
 
=
 
acct
;

ELSE

  
INSERT
 
INTO
 
temp
 
VALUES

    
(
acct
,
 
acct_balance
,
 
'Insufficient funds'
);

       
-- vkládáme účet, stav účtu a zprávu

END
 
IF
;

COMMIT
;

END
;

```

Další možností je použití příkazu CASE:
```
CASE

WHEN
 
shape
 
=
 
'square'
 
THEN
 
area
 
:
=
 
side
 
*
 
side
;

WHEN
 
shape
 
=
 
'circle'
 
THEN

  
BEGIN

    
area
 
:
=
 
pi
 
*
 
(
radius
 
*
 
radius
);

    
DBMS_OUTPUT
.
PUT_LINE
(
'Value is not exact because pi is irrational.'
);

  
END
;

WHEN
 
shape
 
=
 
'rectangle'
 
THEN
 
area
 
:
=
 
length
 
*
 
width
;

ELSE

  
BEGIN

    
DBMS_OUTPUT
.
PUT_LINE
(
'No formula to calculate area of a'
 
||
 
shape
);

    
RAISE
 
PROGRAM_ERROR
;

  
END
;

END
 
CASE
;

```

#### Iterativní řízení toku
Další možností řízení toku je řízení za pomocí cyklů. Lze použít tyto konstrukce: LOOP, FOR-LOOP, WHILE-LOOP a EXIT-WHEN.
```
LOOP

/* kód */

END
 
LOOP
;

FOR
 
num
 
IN
 
1
..
500
 
LOOP

INSERT
 
INTO
 
roots
 
VALUES
 
(
num
,
 
SQRT
(
num
));

END
 
LOOP
;

DECLARE

salary
 
emp
.
sal
%
TYPE
 
:
=
 
0
;

mgr_num
 
emp
.
mgr
%
TYPE
;

last_name
 
emp
.
ename
%
TYPE
;

starting_empno
 
emp
.
empno
%
TYPE
 
:
=
 
7499
;

BEGIN

SELECT
 
mgr
 
INTO
 
mgr_num
 
FROM
 
emp

  
WHERE
 
empno
 
=
 
starting_empno
;

WHILE
 
salary
 
<=
 
2500
 
LOOP

  
SELECT
 
sal
,
 
mgr
,
 
ename
 
INTO
 
salary
,
 
mgr_num
,
 
last_name

    
FROM
 
emp
 
WHERE
 
empno
 
=
 
mgr_num
;

END
 
LOOP
;

INSERT
 
INTO
 
temp
 
VALUES
 
(
NULL
,
 
salary
,
 
last_name
);

COMMIT
;

EXCEPTION

WHEN
 
NO_DATA_FOUND
 
THEN

  
INSERT
 
INTO
 
temp
 
VALUES
 
(
NULL
,
 
NULL
,
 
'Not found'
);

  
COMMIT
;

END
;

LOOP

...

total
 
:
=
 
total
 
+
 
salary
;

EXIT
 
WHEN
 
total
 
>
 
25000
;
 
-- je-li splněna podmínka, vyskočíme z cyklu

END
 
LOOP
;

```

#### Sekvenční řízení toku
Jazyk obsahuje příkaz GOTO:
```
IF
 
rating
 
>
 
90
 
THEN

GOTO
 
calc_raise
;
 
-- skok na návěští

END
 
IF
;

...

<<
calc_raise
>>

IF
 
job_title
 
=
 
'SALESMAN'
 
THEN
 
-- provádění programu pokračuje zde

amount
 
:
=
 
commission
 
*
 
0
.
25
;

ELSE

amount
 
:
=
 
salary
 
*
 
0
.
10
;

END
 
IF
;

```

### Modularita
Modularita umožňuje rozdělit komplexní problém na sérii menších problémů, dobře definovaných modulů. Těmito moduly mohou být bloky, subprogramy nebo balíčky.

#### Subprogramy
Subprogramy můžeme rozdělit na anonymní bloky, funkce a procedury. Funkce je podprogram, který musí obsahovat v deklaraci klauzuli RETURN a musí vracet hodnotu. Funkce může i nemusí obsahovat vstupní parametry. Procedura je podprogram, který v deklaraci neobsahuje klauzuli RETURN (vyskočit z procedury pomocí slova RETURN bez návratu hodnoty je však možné). Procedura může obsahovat vstupní (IN) i výstupní (OUT) parametry. Anonymní kód na rozdíl od funkce a procedury může vrátit hodnotu pouze pomocí vázané proměnné.
```
PROCEDURE
 
award_bonus
 
(
emp_id
 
NUMBER
)
 
IS

bonus
 
REAL
;

comm_missing
 
EXCEPTION
;

BEGIN
 
-- jádro úlohy

SELECT
 
comm
 
*
 
0
.
15
 
INTO
 
bonus
 
FROM
 
emp
 
WHERE
 
empno
 
=
 
emp_id
;

IF
 
bonus
 
IS
 
NULL
 
THEN

  
RAISE
 
comm_missing
;

ELSE

  
UPDATE
 
payroll
 
SET
 
pay
 
=
 
pay
 
+
 
bonus
 
WHERE
 
empno
 
=
 
emp_id
;

END
 
IF
;

EXCEPTION
 
-- obsluha výjimek

WHEN
 
comm_missing
 
THEN

  
...

END
 
award_bonus
;

```

#### Balíčky
Balíčky umožňují slučovat proměnné, kurzory a podprogramy. Balíčky mají obvykle dvě části a to část specifikace a tělo balíčku. Př.:
```
CREATE
 
PACKAGE
 
emp_actions
 
AS
 
-- specifikace balíčku

PROCEDURE
 
hire_employee
 
(
empno
 
NUMBER
,
 
ename
 
CHAR
,
 
...);

PROCEDURE
 
fire_employee
 
(
emp_id
 
NUMBER
);

END
 
emp_actions
;

CREATE
 
PACKAGE
 
BODY
 
emp_actions
 
AS
 
-- tělo balíčku

PROCEDURE
 
hire_employee
 
(
empno
 
NUMBER
,
 
ename
 
CHAR
,
 
...)
 
IS

BEGIN

  
INSERT
 
INTO
 
emp
 
VALUES
 
(
empno
,
 
ename
,
 
...);

END
 
hire_employee
;

PROCEDURE
 
fire_employee
 
(
emp_id
 
NUMBER
)
 
IS

BEGIN

  
DELETE
 
FROM
 
emp
 
WHERE
 
empno
 
=
 
emp_id
;

END
 
fire_employee
;

END
 
emp_actions
;

```

### Abstrakce dat
Pomocí abstrakce dat můžeme extrahovat klíčové proměnné a ignorovat v danou chvíli nepotřebná data. Pro abstrakci dat slouží tří konstrukce: kolekce, záznamy a objektové typy.

#### Kolekce
```
DECLARE

TYPE
 
Staff
 
IS
 
TABLE
 
OF
 
Employee
;

staffer
 
Employee
;

FUNCTION
 
new_hires
 
(
hiredate
 
DATE
)
 
RETURN
 
Staff
 
IS

BEGIN
 
...
 
END
;

BEGIN

staffer
 
:
=
 
new_hires
(
'10-NOV-98'
)(
5
);

...

END
;

```

#### Záznamy
```
DECLARE

TYPE
 
TimeRec
 
IS
 
RECORD
 
(
hours
 
SMALLINT
,
 
minutes
 
SMALLINT
);

TYPE
 
MeetingTyp
 
IS
 
RECORD
 
(

  
date_held
 
DATE
,

  
duration
  
TimeRec
,
  
-- záznam uvnitř jiného záznamu

  
location
  
VARCHAR2
(
20
),

  
purpose
   
VARCHAR2
(
50
));

```

#### Objektové typy
```
CREATE
 
TYPE
 
Bank_Account
 
AS
 
OBJECT
 
(

  
acct_number
 
INTEGER
(
5
),

  
balance
     
REAL
,

  
status
      
VARCHAR2
(
10
),

  
MEMBER
 
PROCEDURE
 
open
 
(
amount
 
IN
 
REAL
),

  
MEMBER
 
PROCEDURE
 
verify_acct
 
(
num
 
IN
 
INTEGER
),

  
MEMBER
 
PROCEDURE
 
close
 
(
num
 
IN
 
INTEGER
,
 
amount
 
OUT
 
REAL
),

  
MEMBER
 
PROCEDURE
 
deposit
 
(
num
 
IN
 
INTEGER
,
 
amount
 
IN
 
REAL
),

  
MEMBER
 
PROCEDURE
 
withdraw
 
(
num
 
IN
 
INTEGER
,
 
amount
 
IN
 
REAL
),

  
MEMBER
 
FUNCTION
 
curr_bal
 
(
num
 
IN
 
INTEGER
)
 
RETURN
 
REAL

);

```

### Zpracování chyb
PL/SQL podporuje výjimky, uživatelsky definovanou obsluhu chybových stavů.
```
DECLARE

...

comm_missing
 
EXCEPTION
;
 
-- deklarace výjimky

BEGIN

...

IF
 
commission
 
IS
 
NULL
 
THEN

  
RAISE
 
comm_missing
;
  
-- vyvolání výjimky

END
 
IF
;

bonus
 
:
=
 
(
salary
 
*
 
0
.
10
)
 
+
 
(
commission
 
*
 
0
.
15
);

EXCEPTION

WHEN
 
comm_missing
 
THEN
 
...
 
-- zpracování výjimky

WHEN
 
OTHERS
 
THEN
 
...
 
-- zpracování všech výše neodchycených výjimek

END
;

```